# Велодромо Паулистано
Велодромо Паулистано (порт.-браз. Velódromo Paulistano), также называемый Велодромо в Сан-Паулу (порт.-браз. Velódromo de São Paulo) и Велодромо Паулиста (порт.-браз. Velódromo Paulista) — бывший футбольный стадион в Бразилии, располагавшийся в городе Сан-Паулу.

## История
Строительство стадиона в Сан-Паулу было связано с именем политика Антонио Прадо Жуниора, сына Антонио Прадо. Он, будучи очень юным человеком, являлся поклонником велоспорта, из-за чего заказал строительство стадиона на территории, по большей части принадлежавшей его матери Веридиане Прадо. Архитектором проекта наняли итальянца Томмазо Бецци, который уже реализовал несколько проектов в Сан-Паулу. Стадион был построен к сентябрю 1895 года, однако окончательные работы были закончены лишь годом позже. 21 июня 1896 года состоялось официальное открытие стадиона, состоявшего из трека длиной 380 метров и одной трибуны для зрителей вместимостью в 800 человек. В 1900 году был основан спортивный клуб «Паулистано», а на территории Велодромо была организована его штаб-квартира. Первые игры команды проходили на поле, которые отделялось от остальной территории стадиона лишь верёвкой. 18 октября 1901 года на Велодромо прошла первая футбольная встреча, в рамках которой сборные штата Сан-Паулу и Рио-де-Жанейро сыграли вничью (1:1). В 1901 году состоялась первая реконструкция стадиона: в центре велодорожного трека появилось полноценное футбольное поле.
8 мая 1902 года на Велодромо был проведён второй официальный футбольный матч в истории штата Сан-Паулу, в котором «Сан-Паулу Атлетик» обыграл «Паулистано» со счётом 4:0. 6 сентября 1903 года там же был проведен первый в истории Бразилии межштатный футбольный матч, в котором «Флуминенсе» сыграл с «Интернасьоналом» (0:0). В 1905 году на стадионе состоялась вторая масштабная реконструкция. На Велодромо появились трибуны вместимостью 2 тысячи человек. 31 июля 1906 года на стадионе состоялся первый международный матч в Бразилии, в котором сборная штата Сан-Паулу проиграла сборной ЮАР со счётом 0:6. В 1910 году умерла мать Веридиана. Это привело к разделу имущества, включая территорию стадиона. Наследники продали землю Banco Italiano, который, в свою очередь, отдал её в аренду «Паулистано». Однако вскоре владельцы существенно увеличили стоимость арендного соглашения. А позже сами продали землю компании Brasileira de Immoveis e Construção. В 1915 году эта организация подала иск в суд о полном выселении «Паулистано» с территории Велодромо. Это было осуществлено, годом позже стадион был снесён, а земля окончательно была разделена и распродана.